# Big Grrrl Small World
Big Grrrl Small World (estilizado como Big GRRRL Small World) es el segundo álbum de estudio de la cantante y rapera estadounidense Lizzo. Fue publicado por el sello BGSW el 11 de diciembre de 2015.

## Producción
Tan pronto como su álbum de estudio debut Lizzobangers fue lanzado en 2013, Lizzo comenzó a escribir nuevas canciones. Hizo al menos 25 demos que no terminaron en Big Grrrl Small World. La canción más antigua del álbum es "The Fade".
En 2014, Lizzo participó en el proyecto What's Underneath de StyleLikeU, en el que se quitó la ropa mientras hablaba de sus relaciones con su cuerpo. Inspirada por la experiencia, escribió "My Skin", que describió como "la declaración de tesis del álbum". En una entrevista de 2015 con Vice], dijo: "Puedes despertarte y cambiar muchas cosas de tu aspecto, pero la inevitabilidad de despertarte en tu piel es lo que nos unifica".
La grabación del álbum tuvo lugar en los estudios April Base de Justin Vernon en Fall Creek, Wisconsin.

## Lanzamiento
El álbum fue lanzado en BGSW el 11 de diciembre de 2015. En 2019, el álbum fue retirado de todos los servicios de streaming y minoristas digitales, para ayudar en la campaña de Lizzo para el Premio Grammy al Mejor Artista Nuevo en la 62.ª edición de los Premios Grammy.

## Vídeos musicales
Se crearon vídeos musicales para "My Skin" y "Humanize". Paste situó el vídeo de "My Skin" en el número 8 de la lista de "Los 25 mejores vídeos musicales de 2015".

## Recepción Crítica
En Metacritic, que asigna una puntuación media ponderada sobre 100 a las reseñas de los principales críticos, el álbum recibió una puntuación media de 79, basada en 10 reseñas, lo que indica "críticas generalmente favorables".
Alexis Petridis de The Guardian dio al álbum cuatro estrellas de cinco, diciendo: "las pistas del álbum muestran una marcada tendencia a terminar en un lugar completamente diferente de donde empezaron, ayudado por el hecho de que Lizzo es tan fuerte como vocalista como rapera."
Hilary Saunders, de la revista Paste, dio al álbum una puntuación de 8,2 sobre 10, elogiando la "capacidad de Lizzo para rapear y cantar con la misma tenacidad".
Andrea Swensson de The Current escribió: "Hay un viejo adagio feminista que dice que lo personal es político, y Lizzo parece entender este concepto intrínsecamente"

### Listas de los diez mejores
Star Tribune situó el álbum en el número 3 de la lista "Twin Cities Critics Tally 2015".Spin lo situó en el número 17 de la lista "50 mejores álbumes de hip-hop de 2015".

## Lista de canciones
| N.º   | Título        | Productor(es)                      | Duración |  |
| 1.    | «Ain't I»     | Sam Spiegel, Jake Troth, BJ Burton | 3:55     |  |
| 2.    | «Betcha»      | BJ Burton                          | 2:59     |  |
| 3.    | «Ride»        | Lazerbeak, BJ Burton               | 3:50     |  |
| 4.    | «Humanize»    | BJ Burton                          | 3:30     |  |
| 5.    | «Bother Me»   | BJ Burton                          | 5:02     |  |
| 6.    | «B.G.S.W.»    | Stefon "Bionik" Taylor             | 3:16     |  |
| 7.    | «The Fade»    | Taskforce                          | 2:59     |  |
| 8.    | «1 Deep»      | BJ Burton                          | 3:26     |  |
| 9.    | «The Realest» | BJ Burton                          | 3:54     |  |
| 10.   | «En Love»     | Stefon "Bionik" Taylor             | 3:24     |  |
| 11.   | «My Skin»     | Stefon "Bionik" Taylor             | 4:18     |  |
| 12.   | «Jang a Lang» | Stefon "Bionik" Taylor             | 2:51     |  |
| 43:30 |               |                                    |          |  |

## Créditos y Personal
Créditos adaptados de las notas de acompañamiento de la edición en CD de 2015.
- Lizzo - voz, flauta
- BJ Burton - producción (1, 2, 3, 4, 5, 8, 9), producción ejecutiva, voz, vocoder, guitarra, sintetizador, programación de batería
- Sam Spiegel - producción (1)
- Jake Troth - producción (1)
- Lazerbeak - producción (3), programación de batería
- Stefon "Bionik" Taylor - producción (6, 10, 11, 12), platos, guitarra, sintetizador, programación de batería
- Taskforce - producción (7), programación de batería
- Sophia Eris - voz
- Claire Monesterio - voz
- Quinn Wilson - voz
- Eric Mayson - voz, piano, sintetizador
- Justin Vernon - vocoder, sintetizador
- Francis Starlite - sintetizador, programación de batería
- Ryan Olson - sintetizador
- Nelson Devereaux - saxofón
- Ben Lester - pedal steel guitar
- James Buckley - bajo vertical, bajo
- Joey Van Phillips - batería
- Huntley Miller - masterización